# Parque nacional Shushensky Bor
El parque nacional Shushensky Bor (en ruso: национальный парк «Шушенский бор», lit. 'Bosque Sushinshki') es un parque nacional de Rusia el cual se compone de dos bosques representativos en el extremo suroeste de Siberia, en las estribaciones del norte de las montañas occidentales de Sayán. La sección norte tiene un carácter de estepa forestal, mientras que la sección sur es un bosque de coníferas de montaña. La sección sur está bordeada por dos lados por el embalse del río Yenisei detrás de la central hidroeléctrica Sayano–Shúshenskaya, la represa hidroeléctrica más grande de Rusia. El bosque tiene un alto valor ecológico por su gran biodiversidad y valor recreativo para excursionistas y turistas. Está situado en el distrito administrativo (raión) de Shushensky del Krái de Krasnoyarsk en Siberia.

## Topografía

Área del parque. El embalse Sayano-Shushenskoye (del río Yenisei) forma el límite sur, la presa Sayano-Shushenskaya en la parte superior izquierda, en la ciudad de Cheremushky.

El bosque está dividido en dos partes: una pequeña sección («Preovsky») ubicada en una estepa boscosa relativamente plana (la «cuenca Minusink») a 60 km al norte de la cresta de las montañas occidentales de Sayán, y una sección montañosa mucho más grande. en la ladera norte de la cordillera occidental de Sayán. El bosque muestra la transición entre dos zonas climáticas: bosque estepario y taiga, así como la zonificación de altitud en los tipos de árboles y comunidad forestal. El Perovsky (zona de bosque estepario, 4410 ha) y la montaña (34 760 ha) se combinan para un área total de 39 170 hectáreas.
Los límites oeste y sur de la sección de la montaña están formados por el embalse Sayano-Shushenskoye. La sección montañosa está dominada por el Borus Massive, una alta cordillera de cinco picos que corre de norte a sur en medio del bosque. El pico más alto es el monte Poilovo de 2309 metros de altitud.

## Clima y ecorregión

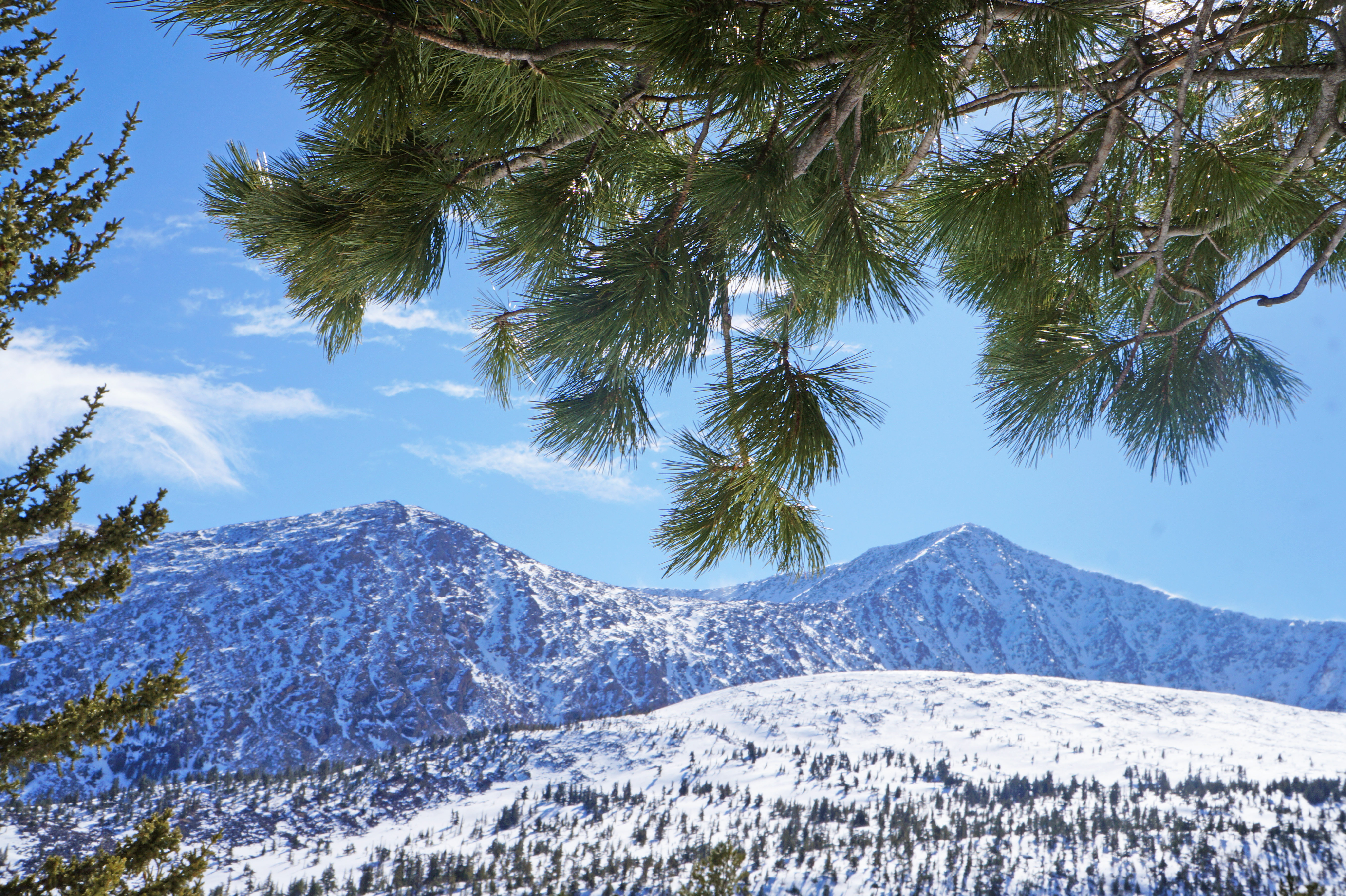
Vista del Borus Massive y el bosque de montaña que lo rodea

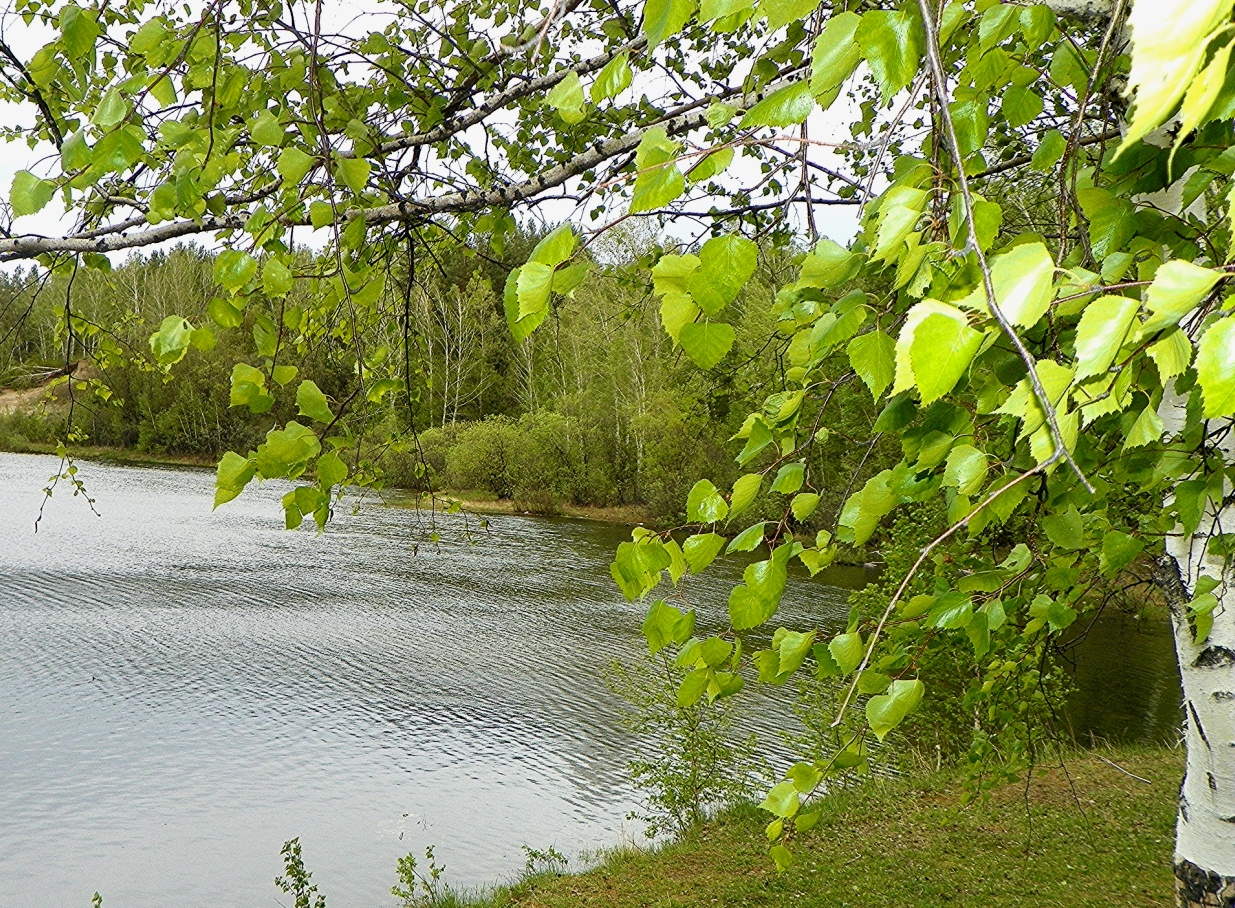
El bosque de Perovskoe tiene dos lagos de origen glaciar y tres canteras

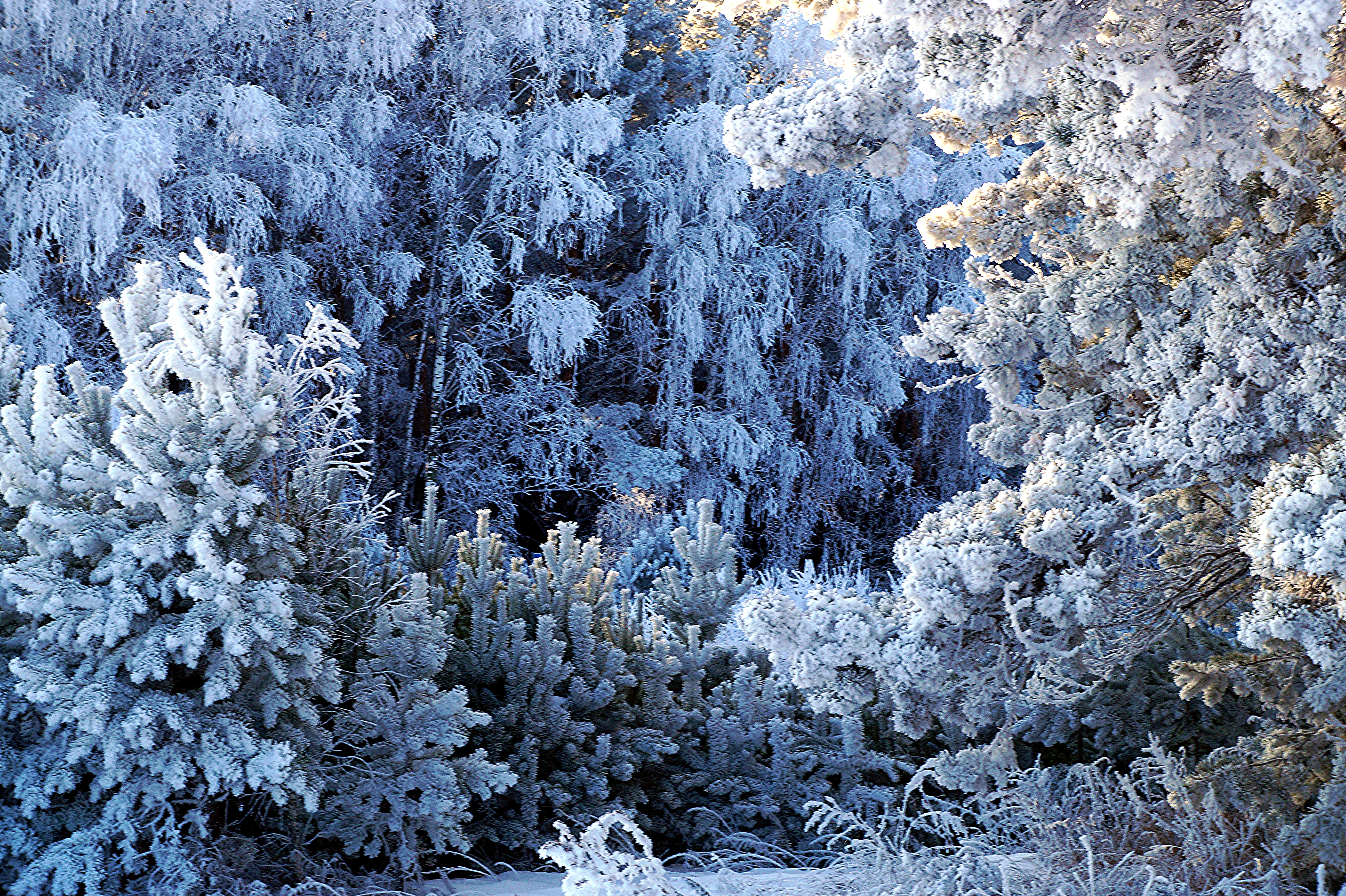
El territorio del parque está parcialmente cubierto por un bosque mixto.

La reserva se encuentra situada en la ecorregión de Bosques montanos de coníferas de Sayan, la cual se encuentra en los niveles de elevación media de las montañas de Sayán, las montañas más altas de Siberia. Se encuentra en una zona de transición entre la taiga siberiana al norte y la estepa mongola al sur. Esta ecorregión tiene altos niveles de biodiversidad debido a que es un punto de encuentro de dos zonas ecológicas distintas y a las variaciones en la altitud y en el relieve.
El clima de la región donde se encuentra situado el parque nacional Shushensky Bor es subártico, sin estación seca (clasificación climática de Köppen (Dfc)). Este clima se caracteriza por veranos templados (solo 1-3 meses por encima de los 10 °C (50,0 °F)) e inviernos fríos y nevados (el mes más frío por debajo de -3 °C (26,6 °F)). El parque experimenta no solo diferencias climáticas basadas en la altitud, sino a lo largo de la línea de las cordilleras: la vertiente norte es húmeda (1000-1500 mm/año de precipitación), mientras que la estepa sur promedia solo 400 mm/año. La ladera norte puede cubrirse con 1,5 metros de nieve mientras que la sur apenas llega a los 0,3 metros.

## Flora y fauna
A excepción de la zona de tundra alpina sin árboles de la parte superior del macizo de Borus, el bosque es típico de una zona subalpina y se divide en tres subzonas. Por encima de los 1400 metros se encuentra la taiga de hojas puntiagudas. De 900 a 1400 metros se encuentra la taiga oscura de hojas de aguja. Por debajo de los 900 metros se encuentra el bosque de pinos negros de taiga sobre ricos suelos aluviales. En primavera, los prados alpinos brillan con flores de colores.
Entre los mamíferos más comunes que se pueden encontrar en el parque cabe destacar la marta cibelina (Martes zibellina), ardilla roja (Sciurus vulgaris), el oso pardo (Ursus arctos), el zorro común (Vulpes vulpes), el ciervo común (Cervus elaphus), el corzo (Capreolus capreolu), el ciervo almizclero (Moschus moschiferus), el alce (Alces alces) y el jabalí (Sus scrofa). Los registros de aves indican la presencia de 272 especies, incluidas el águila real (Aquila chrysaetos), el águila pescadora (Pandion haliaetus) y la cigüeña negra (Cinonia nigra).

## Ecoeducación y acceso
El senderismo y el ecoturismo son actividades muy populares en el parque debido principalmente a la lejanía y diversidad del terreno, las plantas y los animales. Hay senderos educativos desarrollados, y el parque ofrece visitas guiadas y servicios. Los visitantes deben registrarse y pagar una pequeña tarifa para ingresar a la sección de montaña. El parque también organiza excursiones en barco por el embalse (a veces llamado «Mar de Sayán»).